# Roscoea kunmingensis
Roscoea kunmingensis är en enhjärtbladig växtart som beskrevs av Shao Quan Tong. Roscoea kunmingensis ingår i släktet Roscoea och familjen Zingiberaceae. Inga underarter finns listade i Catalogue of Life.